# ماتي
ماتي (بالإنجليزية: Mati, Davao Oriental)‏ هي مدينة في الفلبين، تتبع دافاو أورينتال، هي عاصمة دافاو أورينتال، بلغ عدد سكانها 126٬143  نسمة، في 1 مايو 2010، تبلغ مساحتها 588٫63 كيلومتر مربع، رمزها البريدي هو 8200.

## الموقع
تشترك في الحدود مع:
- لوبون (الفلبين).

## المناخ
يظهر الجدول التالي التغييرات المناخية على مدار السنة لماتي:
| البيانات المناخية لـماتي          | البيانات المناخية لـماتي | البيانات المناخية لـماتي | البيانات المناخية لـماتي | البيانات المناخية لـماتي | البيانات المناخية لـماتي | البيانات المناخية لـماتي | البيانات المناخية لـماتي | البيانات المناخية لـماتي | البيانات المناخية لـماتي | البيانات المناخية لـماتي | البيانات المناخية لـماتي | البيانات المناخية لـماتي | البيانات المناخية لـماتي |
| الشهر                             | يناير                    | فبراير                   | مارس                     | أبريل                    | مايو                     | يونيو                    | يوليو                    | أغسطس                    | سبتمبر                   | أكتوبر                   | نوفمبر                   | ديسمبر                   | المعدل السنوي            |
| --------------------------------- | ------------------------ | ------------------------ | ------------------------ | ------------------------ | ------------------------ | ------------------------ | ------------------------ | ------------------------ | ------------------------ | ------------------------ | ------------------------ | ------------------------ | ------------------------ |
| متوسط درجة الحرارة الكبرى °م (°ف) | 29 (84)                  | 29 (84)                  | 30 (86)                  | 30 (86)                  | 30 (86)                  | 29 (84)                  | 29 (84)                  | 29 (84)                  | 30 (86)                  | 30 (86)                  | 29 (84)                  | 30 (86)                  | 30 (85)                  |
| متوسط درجة الحرارة الصغرى °م (°ف) | 22 (72)                  | 22 (72)                  | 22 (72)                  | 23 (73)                  | 24 (75)                  | 24 (75)                  | 24 (75)                  | 24 (75)                  | 24 (75)                  | 24 (75)                  | 24 (75)                  | 23 (73)                  | 23 (74)                  |
| الهطول مم (إنش)                   | 168 (6.6)                | 141 (5.6)                | 143 (5.6)                | 141 (5.6)                | 216 (8.5)                | 235 (9.3)                | 183 (7.2)                | 169 (6.7)                | 143 (5.6)                | 176 (6.9)                | 226 (8.9)                | 168 (6.6)                | 2٬109 (83.1)             |
| متوسط الأيام الممطرة              | 22.1                     | 18.5                     | 21.7                     | 22.5                     | 27.8                     | 28.1                     | 27.4                     | 26.6                     | 24.7                     | 26.3                     | 26.5                     | 24.9                     | 297.1                    |
| المصدر: Meteoblue                 |                          |                          |                          |                          |                          |                          |                          |                          |                          |                          |                          |                          |                          |